# گون‌گورمز (ایغدیر)
گون‌گورمز (به ترکی استانبولی: Güngörmez) یک منطقهٔ مسکونی در ترکیه است که در ایغدیر واقع شده‌است. گون‌گورمز ۲۴٫۶ کیلومتر مربع مساحت و ۲۷۹ نفر جمعیت دارد و ۲٬۱۷۱ متر بالاتر از سطح دریا واقع شده‌است.